# Superliga hiszpańska w piłce siatkowej mężczyzn (2018/2019)
Superliga de Voleibol Masculina 2018/2019 − 55. sezon rozgrywek o mistrzostwo Hiszpanii organizowany przez Hiszpański Związek Piłki Siatkowej (hiszp. Real Federación Española de Voleibol, RFEVB). Zainaugurowany został 13 października 2018 roku i trwał do 3 maja 2019 roku.
Mistrzem Hiszpanii został CV Teruel, który w finale fazy play-off pokonał klub Unicaja Almería.
W sezonie 2018/2019 w Lidze Mistrzów Hiszpanię reprezentował CV Teruel.

## System rozgrywek
- Faza zasadnicza: W fazie zasadniczej uczestniczyło 12 drużyn, które rozegrały ze sobą po dwa spotkania systemem kołowym. Cztery najlepsze zespoły awansowały do fazy play-off, natomiast drużyny, które zajęły w fazie zasadniczej miejsca 11 i 12, spadły do Superligi 2.
- Faza play-off: Faza play-off składała się z półfinałów (do trzech zwycięstw) oraz finałów (do trzech zwycięstw), które wyłoniły mistrza Hiszpanii.

## Drużyny uczestniczące
| | Superliga de Voleibol Masculina 2018/2019 |    |    |
| --- | ----------------------------------------- | -- | -- |
| TER | CV Teruel                                 | 1  | LM |
| ALM | Unicaja Almería                           | 2  |    |
| PAL | Urbia Vóley Palma                         | 3  |    |
| RDS | Río Duero Soria                           | 4  |    |
| IBZ | Ushuaïa Ibiza Vóley                       | 5  |    |
| BRC | Barça Voleibol                            | 6  |    |
| MEL | CV Melilla                                | 7  |    |
| TEX | Textil Santanderina                       | 8  |    |
| UBE | UBE L'Illa-Grau                           | 9  |    |
| VGC | Vecindario ACE Gran Canaria               | 10 |    |
| | Awans z Superligi 2                       |    |    |
| SSA | Intasa San Sadurniño                      | 1  |    |
| MAN | Conectabalear CV Manacor                  | 2  |    |
| Oznaczenia: - kolumna pierwsza – skróty nazw drużyn wpisane na mapie (jeśli ta została zamieszczona), - kolumna trzecia – miejsce zajęte przez daną drużynę w poprzednim sezonie. |                                           |    |    |

## Faza zasadnicza

### Tabela wyników
| Gospodarz \ Gość1           | TER | ALM | PAL | RDS | IBZ | BRC | MEL | TEX | UBE | VGC | SSA | MAN |
| CV Teruel                   |     | 3:0 | 3:0 | 3:1 | 1:3 | 3:0 | 3:1 | 3:0 | 3:1 | 3:0 | 3:0 | 3:1 |
| Unicaja Almería             | 3:2 |     | 3:1 | 3:1 | 3:1 | 3:0 | 3:0 | 3:0 | 3:1 | 3:1 | 3:0 | 1:3 |
| Urbia Vóley Palma           | 0:3 | 3:0 |     | 3:0 | 1:3 | 3:0 | 3:0 | 3:0 | 3:2 | 3:0 | 3:0 | 3:0 |
| Río Duero Soria             | 0:3 | 1:3 | 3:2 |     | 1:3 | 3:2 | 3:0 | 3:0 | 3:2 | 3:2 | 3:0 | 3:0 |
| Ushuaïa Ibiza Vóley         | 2:3 | 3:2 | 3:1 | 3:1 |     | 3:0 | 3:1 | 3:0 | 3:0 | 3:2 | 3:0 | 3:1 |
| Barça Voleibol              | 1:3 | 0:3 | 0:3 | 3:1 | 0:3 |     | 3:1 | 1:3 | 1:3 | 0:3 | 2:3 | 3:2 |
| CV Melilla                  | 0:3 | 1:3 | 0:3 | 3:2 | 0:3 | 3:1 |     | 0:3 | 1:3 | 3:2 | 3:1 | 3:2 |
| Textil Santanderina         | 0:3 | 0:3 | 1:3 | 3:1 | 0:3 | 3:0 | 3:2 |     | 3:2 | 3:2 | 3:1 | 3:0 |
| UBE L'Illa-Grau             | 1:3 | 0:3 | 1:3 | 3:1 | 3:1 | 3:1 | 1:3 | 3:1 |     | 3:2 | 3:0 | 3:1 |
| Vecindario ACE Gran Canaria | 2:3 | 1:3 | 0:3 | 3:2 | 3:1 | 3:2 | 2:3 | 3:0 | 1:3 |     | 3:0 | 2:3 |
| Intasa San Sadurniño        | 1:3 | 1:3 | 0:3 | 3:2 | 0:3 | 1:3 | 2:3 | 2:3 | 1:3 | 1:3 |     | 0:3 |
| Conectabalear CV Manacor    | 1:3 | 1:3 | 1:3 | 3:1 | 0:3 | 1:3 | 3:0 | 3:2 | 0:3 | 3:1 | 3:0 |     |

Źródło: rfevb.com
1 Drużyna gospodarzy jest wymieniona po lewej stronie tabeli.
Kolory:
  zwycięstwo gospodarzy 3:0 lub 3:1
  zwycięstwo gospodarzy 3:2
  zwycięstwo gości 3:0 lub 3:1
  zwycięstwo gości 3:2

### Tabela fazy zasadniczej
| Lp. | Drużyna                     | Pkt | Mecze | Mecze | Mecze | Rodzaj wyniku | Rodzaj wyniku | Rodzaj wyniku | Rodzaj wyniku | Rodzaj wyniku | Rodzaj wyniku | Sety | Sety | Sety  | Małe punkty | Małe punkty | Małe punkty |
| Lp. | Drużyna                     | Pkt | M     | W     | P     | 3:0           | 3:1           | 3:2           | 2:3           | 1:3           | 0:3           | wyg. | prz. | stos. | zdob.       | str.        | stos.       |
| --- | --------------------------- | --- | ----- | ----- | ----- | ------------- | ------------- | ------------- | ------------- | ------------- | ------------- | ---- | ---- | ----- | ----------- | ----------- | ----------- |
| 1   | CV Teruel                   | 59  | 22    | 20    | 2     | 10            | 8             | 2             | 1             | 1             | 0             | 63   | 18   | 3.5   | 1956        | 1681        | 1.164       |
| 2   | Unicaja Almería             | 54  | 22    | 18    | 4     | 7             | 10            | 1             | 1             | 1             | 2             | 57   | 24   | 2.375 | 1907        | 1627        | 1.172       |
| 3   | Ushuaïa Ibiza Vóley         | 53  | 22    | 18    | 4     | 9             | 7             | 2             | 1             | 3             | 0             | 59   | 23   | 2.565 | 1944        | 1673        | 1.162       |
| 4   | Urbia Vóley Palma           | 48  | 22    | 16    | 6     | 12            | 3             | 1             | 1             | 3             | 2             | 53   | 23   | 2.304 | 1783        | 1592        | 1.12        |
| 5   | UBE L'Illa-Grau             | 38  | 22    | 12    | 10    | 2             | 9             | 1             | 3             | 5             | 2             | 47   | 41   | 1.146 | 1984        | 1937        | 1.024       |
| 6   | Textil Santanderina         | 27  | 22    | 10    | 12    | 3             | 3             | 4             | 1             | 2             | 9             | 34   | 47   | 0.723 | 1778        | 1827        | 0.973       |
| 7   | Vecindario ACE Gran Canaria | 27  | 22    | 7     | 15    | 3             | 2             | 2             | 8             | 4             | 3             | 41   | 51   | 0.804 | 1989        | 2010        | 0.99        |
| 8   | Conectabalear CV Manacor    | 24  | 22    | 8     | 14    | 3             | 3             | 2             | 2             | 7             | 5             | 35   | 49   | 0.714 | 1837        | 1909        | 0.962       |
| 9   | Río Duero Soria             | 23  | 22    | 8     | 14    | 4             | 0             | 4             | 3             | 9             | 2             | 39   | 50   | 0.78  | 1907        | 2012        | 0.948       |
| 10  | CV Melilla                  | 20  | 22    | 8     | 14    | 0             | 3             | 5             | 1             | 5             | 8             | 31   | 55   | 0.564 | 1756        | 1971        | 0.891       |
| 11  | Barça Voleibol              | 17  | 22    | 5     | 17    | 0             | 4             | 1             | 3             | 5             | 9             | 26   | 57   | 0.456 | 1746        | 1966        | 0.888       |
| 12  | Intasa San Sadurniño        | 6   | 22    | 2     | 20    | 0             | 0             | 2             | 2             | 7             | 11            | 17   | 64   | 0.266 | 1571        | 1953        | 0.804       |

Źródło: rfevb-web.dataproject.com, rfevb.com
Punktacja: 3:0 i 3:1 – 3 pkt; 3:2 – 2 pkt; 2:3 – 1 pkt; 1:3 i 0:3 – 0 pkt
Zasady ustalania kolejności: 1. liczba punktów; 2. liczba zwycięstw; 3. stosunek setów; 4. stosunek małych punktów; 5. bilans w bezpośrednich meczach
     faza play-off
     spadek do Superligi 2

## Faza play-off

### Drabinka
|  |           |                     |           |                 |           |           |           |   |           |        |        |        |        |        |        |        |
|  | Półfinały | Półfinały           | Półfinały | Półfinały       | Półfinały | Półfinały | Półfinały |   |           | Finały | Finały | Finały | Finały | Finały | Finały | Finały |
|  | Półfinały | Półfinały           | Półfinały | Półfinały       | Półfinały | Półfinały | Półfinały |   |           | Finały | Finały | Finały | Finały | Finały | Finały | Finały |
|  |           |                     |           |                 |           |           |           |   |           |        |        |        |        |        |        |        |
|  |           |                     |           |                 |           |           |           |   |           |        |        |        |        |        |        |        |
|  | 1         | CV Teruel           | 3         | 3               | 3         |           |           |   |           |        |        |        |        |        |        |        |
|  | 1         | CV Teruel           | 3         | 3               | 3         |           |           |   |           |        |        |        |        |        |        |        |
|  | 4         | Urbia Vóley Palma   | 2         | 1               | 0         |           |           |   |           |        |        |        |        |        |        |        |
|  | 4         | Urbia Vóley Palma   | 2         | 1               | 0         |           |           | 1 | CV Teruel | 3      | 3      | 3      |        |        |        |        |
|  |           |                     |           |                 |           |           |           | 1 | CV Teruel | 3      | 3      | 3      |        |        |        |        |
|  |           |                     | 2         | Unicaja Almería | 0         | 0         | 0         |   |           |        |        |        |        |        |        |        |
|  | 2         | Unicaja Almería     | 2         | Unicaja Almería | 0         | 0         | 0         | 3 | 3         | 2      | 3      |        |        |        |        |        |
|  | 2         | Unicaja Almería     |           |                 |           |           |           |   |           |        |        |        |        |        |        |        |
|  | 3         | Ushuaïa Ibiza Vóley | 2         | 0               | 3         | 2         |           |   |           |        |        |        |        |        |        |        |
|  | 3         | Ushuaïa Ibiza Vóley | 2         | 0               | 3         | 2         |           |   |           |        |        |        |        |        |        |        |
|  |           |                     |           |                 |           |           |           |   |           |        |        |        |        |        |        |        |

### Półfinały
(do trzech zwycięstw)
| Data            | Godz.           | Gospodarz           | Rezultat                                | Gość                | Widzów              |
| --------------- | --------------- | ------------------- | --------------------------------------- | ------------------- | ------------------- |
| CV Teruel       | CV Teruel       | CV Teruel           | 3 – 0                                   | Urbia Voley Palma   | Urbia Voley Palma   |
| 06.04.2019      | 19:00           | CV Teruel           | 3:2 (22:25, 25:22, 25:22, 18:25, 15:12) | Urbia Vóley Palma   | 1500                |
| 07.04.2019      | 19:00           | CV Teruel           | 3:1 (25:23, 23:25, 25:20, 26:24)        | Urbia Vóley Palma   | 1600                |
| 12.04.2019      | 20:00           | Urbia Vóley Palma   | 0:3 (21:25, 21:25, 23:25)               | CV Teruel           | 1300                |
| Unicaja Almería | Unicaja Almería | Unicaja Almería     | 3 – 0                                   | Ushuaïa Ibiza Vóley | Ushuaïa Ibiza Vóley |
| 05.04.2019      | 20:30           | Unicaja Almería     | 3:2 (25:15, 25:17, 28:30, 19:25, 15:8)  | Ushuaïa Ibiza Vóley | 900                 |
| 06.04.2019      | 18:00           | Unicaja Almería     | 3:0 (35:33, 25:15, 25:17)               | Ushuaïa Ibiza Vóley | 500                 |
| 12.04.2019      | 20:30           | Ushuaïa Ibiza Vóley | 3:2 (22:25, 25:20, 25:14, 26:28, 24:22) | Unicaja Almería     | 300                 |
| 13.04.2019      | 18:00           | Ushuaïa Ibiza Vóley | 2:3 (25:18, 22:25, 22:25, 30:28, 11:15) | Unicaja Almería     | 400                 |

### Finały
(do trzech zwycięstw)
| Data       | Godz.     | Gospodarz       | Rezultat                  | Gość            | Widzów          |
| ---------- | --------- | --------------- | ------------------------- | --------------- | --------------- |
| CV Teruel  | CV Teruel | CV Teruel       | 3 – 0                     | Unicaja Almería | Unicaja Almería |
| 27.04.2019 | 19:00     | CV Teruel       | 3:0 (25:19, 25:21, 25:20) | Unicaja Almería | 2200            |
| 28.04.2019 | 19:00     | CV Teruel       | 3:0 (25:22, 25:17, 25:19) | Unicaja Almería | 2500            |
| 03.05.2019 | 20:30     | Unicaja Almería | 0:3 (23:25, 23:25, 19:25) | CV Teruel       | 1300            |

## Klasyfikacja końcowa
| Lp.                                              | Drużyna                     |
| ------------------------------------------------ | --------------------------- |
| 1                                                | CV Teruel                   |
| 2                                                | Unicaja Almería             |
| 3                                                | Ushuaïa Ibiza Vóley         |
| 4                                                | Urbia Vóley Palma           |
| 5                                                | UBE L'Illa-Grau             |
| 6                                                | Textil Santanderina         |
| 7                                                | Vecindario ACE Gran Canaria |
| 8                                                | Conectabalear CV Manacor    |
| 9                                                | Río Duero Soria             |
| 10                                               | CV Melilla                  |
| 11                                               | Barça Voleibol              |
| 12                                               | Intasa San Sadurniño        |
| Puchar Challenge 2019/2020 spadek do Superligi 2 |                             |

| Mistrzostwo           |
| --------------------- |
| CV Teruel             |
| Spdaek do Superligi 2 |
| Barça Voleibol        |
| Intasa San Sadurniño  |
| Awans z Superligi 2   |
| CV Emevé              |
| Voleibol Almoradí     |